# Tor Pedersen
Tor Herold Pedersen (Tromsø, 14 febbraio 1964) è un ex calciatore norvegese, di ruolo difensore.

## Carriera

### Club
Pedersen giocò nel Tromsø dal 1981 al 1994, totalizzando 310 presenze e segnando 8 reti (di cui 251 partite con 4 gol in campionato). Fece parte anche della squadra che vinse la Coppa di Norvegia 1986. Nel 1995, passò allo Skarp, formazione in cui rimase fino all'anno successivo.

### Nazionale
Conta una presenza per la Norvegia.

## Palmarès

### Club

#### Competizioni nazionali
- Coppa di Norvegia: 1

Tromsø: 1986